# Логатець
Логатець (словен. Logatec) — місто в общині Логатець, Осреднєсловенський регіон, Словенія. Висота над рівнем моря: 476,5 м.

## Населення

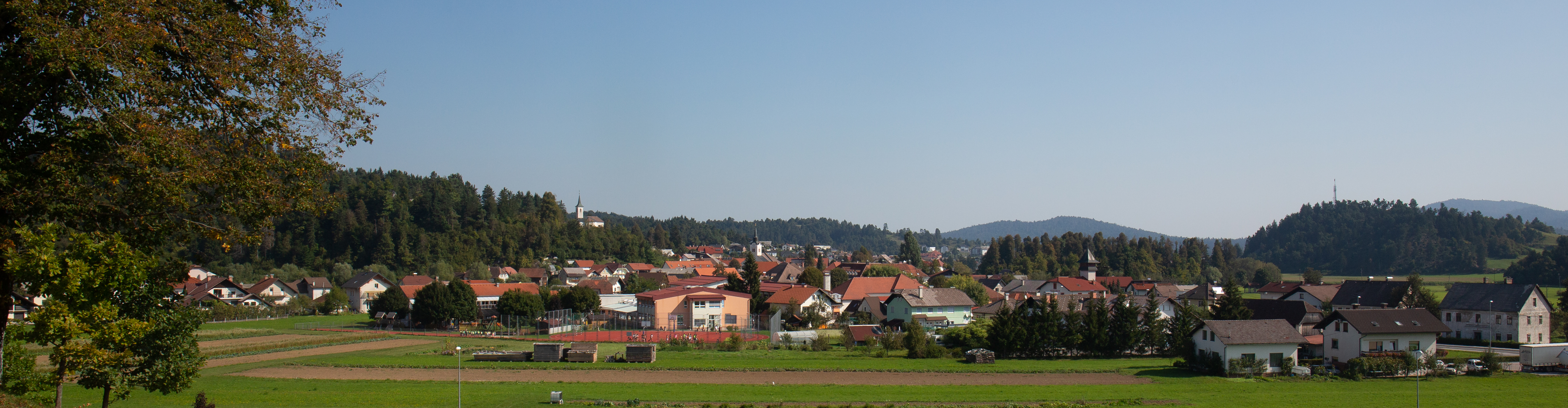